# 楽園駅 (平壌市)
楽園駅（ラグォンえき、らくえんえき）は、朝鮮民主主義人民共和国平壌市にある平壌地下鉄革新線の駅である。

## 駅舎
地上に2階建ての駅舎がある。

## 利用状況
市街地北部の大城区域に位置し、郊外や他の道から平壌市内に向かう人々が利用している。外国人が平壌を訪れる際には、身なりの悪い者を駅に入らせないように取締りが行われる。

## 駅周辺

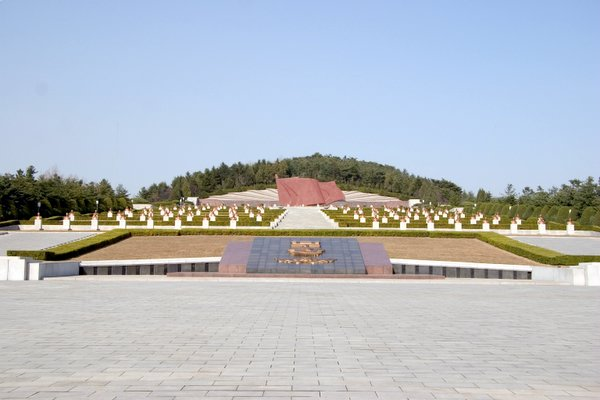
大城山革命烈士陵

高句麗の遺跡が広がる大城山の入口、中央動物園・中央植物園両園の門前に位置し、大城山革命烈士陵や大城山遊戯場（遊園地）などへの玄関口である。地名から命名されていない駅名「楽園」との因果関係は不明だが、現実に「行楽」向け「園地」が多い。

### 行楽
- 朝鮮中央動物園
- 朝鮮中央植物園
- 民俗公園
  - 朝鮮民俗博物館
- 大城山遊戯場

### 史跡
- 大城山革命烈士陵
- 大城山城 - 集安から遷都後、平壌城に移るまでは高句麗の都城であった。
  - 南門
- 広法寺
- 安鶴宮跡

### 公的施設
- 平壌天文台
- 百花園迎賓館
- 大同迎賓館

## 歴史
1975年9月9日、革新線の革新駅-楽園駅間の開通に伴い開業した。

## 隣の駅
平壌地下鉄
革新線
三興駅 - 光明駅 - 楽園駅
* 打消線は廃駅